# Czwarty kolor
Forsujący czwarty kolor – brydżowa konwencja licytacyjna autorstwa Normana Squire'a, jedna z najpopularniejszych i najbardziej znanych współczesnych konwencji. Polega na zalicytowaniu czwartego, dotychczas nielicytowanego koloru, co prosi o lepsze opisanie ręki przez partnera

## Opis
Ponieważ są bardzo małe szanse, że partner, który pokazał dwa kolory będzie miał poparcie dla 4. koloru, to 4. kolor ma sztuczne znaczenie - pokazuje wartości co najmniej inwitujące (10+ pkt) i prosi o dalsze opisanie swojej ręki. Przykład forsującego czwartego koloru:
1♦️ - 1♠️️
2♣️️ - 2♥️️!
Partner, odpowiadając na forsujący czwarty kolor, ma następujące opcje do wyboru: 
- Podnieść kolor partnera z 3 kartami.
- Zalicytować swój pierwszy kolor szóstą kartą w tym kolorze (co oznacza zwykle skład 6-4).
- Zalicytować swój drugi kolor z piątą kartą w tym kolorze (co oznacza zwykle skład 5-5).
- Zalicytować 2BA z jednym zatrzymaniem w czwartym kolorze.
- Zalicytować 3BA z dwoma zatrzymaniami w czwartym kolorze.
- Podnieść czwarty kolor z czterema kartami (rzadkie).